# العلاقات المولدوفية النيجيرية
العلاقات المولدوفية النيجيرية هي العلاقات الثنائية التي تجمع بين مولدوفا ونيجيريا.

## مقارنة بين البلدين
هذه مقارنة عامة ومرجعية للدولتين:
| وجه المقارنة                                              | مولدوفا                           | نيجيريا                     |
| --------------------------------------------------------- | --------------------------------- | --------------------------- |
| المساحة (كم2)                                             | 33.85 ألف                         | 923.77 ألف                  |
| عدد السكان (نسمة)                                         | 2.55 مليون                        | 190.89 مليون                |
| الكثافة السكانية (ن./كم²)                                 | 75.33                             | 206.64                      |
| العاصمة                                                   | كيشيناو                           | أبوجا، لاغوس                |
| اللغة الرسمية                                             | اللغة المولدوفية، اللغة الرومانية | لغة إنجليزية، اللغة اليوربا |
| العملة                                                    | ليو مولدوفي                       | نيرة نيجيرية                |
| الناتج المحلي الإجمالي (بليون دولار)                      | 8.13 مليار                        | 375.77 مليار                |
| الناتج المحلي الإجمالي (تعادل القوة الشرائية) بليون دولار | 17.94 مليار                       | 1.09 تريليون                |
| الناتج المحلي الإجمالي الاسمي للفرد دولار أمريكي          | 3.65 ألف                          | 2.64 ألف                    |
| الناتج المحلي الإجمالي للفرد دولار أمريكي                 | 4.98 ألف                          | 5.91 ألف                    |
| مؤشر التنمية البشرية                                      | 0.693                             | 0.514                       |
| رمز المكالمات الدولي                                      | +373                              | +234                        |
| رمز الإنترنت                                              | .md                               | .ng                         |
| المنطقة الزمنية                                           | ت ع م+02:00، ت ع م+03:00          | ت ع م+01:00                 |

## منظمات دولية مشتركة
يشترك البلدان في عضوية مجموعة من المنظمات الدولية، منها:
| علم المنظمة | اسم المنظمة                               | تاريخ انضمام مولدوفا | تاريخ انضمام نيجيريا |
| ----------- | ----------------------------------------- | -------------------- | -------------------- |
|             | البنك الدولي للإنشاء والتعمير             | 12 أغسطس 1992        | 30 مارس 1961         |
|             | منظمة التجارة العالمية                    | ?                    | ?                    |
|             | المركز الدولي لتسوية المنازعات الاستشارية | 4 يونيو 2011         | 14 أكتوبر 1966       |
|             | منظمة حظر الأسلحة الكيميائية              | ?                    | ?                    |
|             | الفريق المعني برصد الأرض                  | ?                    | ?                    |
|             | الأمم المتحدة                             | 2 مارس 1992          | 7 أكتوبر 1960        |
|             | منظمة الشرطة الجنائية الدولية             | ?                    | ?                    |
|             | وكالة ضمان الاستثمار متعدد الأطراف        | 9 يونيو 1993         | 12 أبريل 1988        |
|             | يونسكو                                    | 27 مايو 1992         | 14 نوفمبر 1960       |
|             | مؤسسة التنمية الدولية                     | 14 يونيو 1994        | 14 نوفمبر 1961       |
|             | مؤسسة التمويل الدولية                     | 10 مارس 1995         | 30 مارس 1961         |
|             | الاتحاد البريدي العالمي                   | ?                    | ?                    |
|             | الاتحاد الدولي للاتصالات                  | 20 أكتوبر 1992       | 11 أبريل 1961        |

## وصلات خارجية
- موقع وزارة الخارجية المولدوفية
- موقع وزارة الخارجية النيجيرية